# Hans Nussdorf

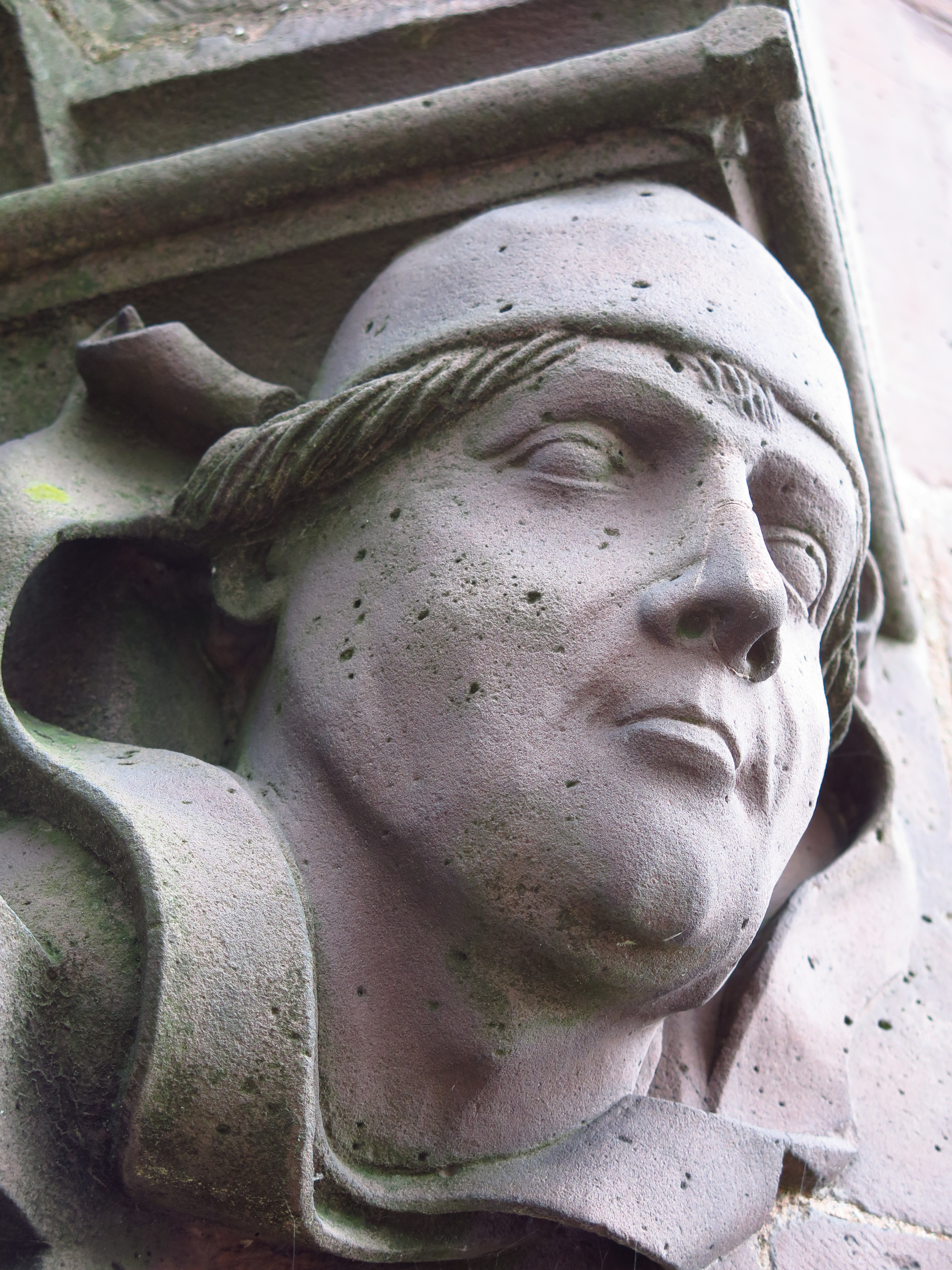
Hans Nussdorf

Hans Nussdorf (auch Hans von Nußdorf geschrieben) (* um 1420; † 1503 in Basel) war ein Basler Baumeister der Spätgotik. Er erbaute 1488–1500 die oberen Geschosse des sogenannten Martinsturms, des Südturms des Basler Münsters. 1477/78 wurde er als Bauleiter („Director Operis“) des Münsters bezeichnet. 1479 kaufte er sich in die Spinnwetternzunft zu Basel ein. Ab 1496 war er am Langhaus der Leonhardskirche in Basel tätig. Inwieweit er auch für Entwurf und Ausführung der Kanzel des Basler Münsters verantwortlich zeichnete, ist ungewiss. Er hatte zwei Söhne, Hans und Friedrich. Möglicherweise ist er identisch mit einem seit den 1450er Jahren in den Basler Münsterrechnungen auftretenden „Hans von Konstanz“.